# La legge della strada (film)
La legge della strada (La loi des rues) è un film del 1956 diretto da Ralph Habib.